# Куберганя
Куберганя (якут. Кэбэргэнэ) — село в Абыйском улусе Якутии России. Образует Майорский национальный наслег.

## География
Село расположено за Северным полярным кругом, в 170 км к юго-западу от посёлка Белая Гора (центра Абыйского улуса).

## История
Село основано в 1931 году.
С 30 ноября 2004 года село образует Майорский национальный наслег.

## Население
| 2002 | 2010 | 2011 | 2012 | 2013 | 2014 | 2015 |
| ---- | ---- | ---- | ---- | ---- | ---- | ---- |
| 579  | ↘530 | ↘529 | ↘516 | ↘505 | ↘488 | ↗490 |
| 2016 | 2017 | 2018 | 2019 | 2020 | 2021 |      |
| ↘484 | ↘477 | ↗479 | ↘476 | ↘475 | ↗479 |      |

## Экономика и культура
Основу экономики наслега составляет сельское хозяйство. Главные отрасли — оленеводство, пушной промысел и рыболовство.
В селе имеются сельский клуб (при клубе действует эвенский народный фольклорный ансамбль «Нонгдан», детский танцевальный ансамбль «Нольтонко», молодёжная организация «Аркук»), средняя общеобразовательная школа, детский сад, участковая больница, почта.
Единственным предприятием телефонной связи является филиал ОАО «Сахателеком».

## Транспорт
Имеется авиаплощадка. В зимний период автозимник соединяет со всеми населёнными пунктами улуса. В период весенней и осенней распутицы население пользуется услугами воздушного транспорта.